# Selmont-West Selmont
Selmont-West Selmont – jednostka osadnicza w Stanach Zjednoczonych, w stanie Alabama, w hrabstwie Dallas.